# Jim Alder
James Noel Carroll Alder, detto Jim (Glasgow, 10 giugno 1940), è un ex maratoneta britannico.

## Palmarès
| Anno                                  | Manifestazione          | Sede              | Evento   | Risultato | Prestazione | Note |
| ------------------------------------- | ----------------------- | ----------------- | -------- | --------- | ----------- | ---- |
| In rappresentanza della Gran Bretagna |                         |                   |          |           |             |      |
| 1968                                  | Giochi olimpici         | Città del Messico | Maratona | dnf       | dnf         |      |
| 1969                                  | Europei                 | Atene             | Maratona | Bronzo    | 2h19'06"    |      |
| In rappresentanza della Scozia        |                         |                   |          |           |             |      |
| 1966                                  | Giochi del Commonwealth | Kingston          | 6 miglia | Bronzo    | 28'15"4     |      |
| 1966                                  | Giochi del Commonwealth | Kingston          | Maratona | Oro       | 2h22'08"    |      |
| 1970                                  | Giochi del Commonwealth | Edimburgo         | Maratona | Argento   | 2h12'04"    |      |

## Altre competizioni internazionali
1963
- Oro alla Brampton-Carlisle ( Carlisle), 10 miglia - 47'06"

1964
- 4º alla Polytechnic Marathon ( Chiswick) - 2h17'46"
- 5º alla East Riding & Yorkshire Marathon ( Beverley) - 2h23'12"
- Oro alla Brampton-Carlisle ( Carlisle), 10 miglia - 49'03"

1966
- Argento alla Maratona internazionale della pace ( Košice) - 2h21'07"
- 6º alla Polytechnic Marathon ( Chiswick) - 2h25'07"

1967
- 5º alla Maratona di Fukuoka ( Fukuoka) - 2h14'44"
- Oro agli AAA Championship ( Nuneaton) - 2h16'08"

1968
- 4º alla Karl Marx Stadt Marathon ( Karl-Marx-Stadt) - 2h14'14"
- Bronzo agli AAA Championship ( Cwmbran) - 2h16'37"

1969
- Bronzo alla Maratona di Anversa ( Anversa) - 2h16'34"
- Bronzo alla Maratona di Manchester ( Manchester) - 2h18'18"

1970
- Oro alla Maratona di Edimburgo ( Edimburgo) - 2h17'11"

1971
- 6º alla Maratona di Manchester ( Manchester) - 2h15'43"

1972
- Oro alla Maratona di Blyth ( Blyth) - 2h19'04"
- 8º alla San Blas Half Marathon ( Coamo) - 1h07'07"

1973
- Bronzo alla Maratona di Enschede ( Enschede) - 2h20'41"
- 11º alla Polytechnic Harriers Marathon ( Windsor) - 2h29'50"
- Argento alla 20 miglia di Hull ( Kingston upon Hull) - 1h44'17"

1974
- 8º alla Polytechnic Marathon ( Chiswick) - 2h24'12"

1977
- 13º alla Brampton-Carlisle ( Carlisle), 10 miglia - 49'11"

1979
- 15º alla Maratona di Aberdeen ( Aberdeen) - 2h43'45"

1981
- 8º alla Maratona di Manchester ( Manchester) - 2h24'32"